# Hail, Hail, the Gang's All Here
Hail, Hail, the Gang's All Here är en sång skriven av Theodora Morse till en melodi ursprungligen komponerad av Arthur Sullivan. Den publicerades ursprungligen 1917.

### Fotnoter
1. ↑  ”Hail, Hail, the Gang's All Here” (på engelska). Worldcat. 30 maj 1917. http://www.worldcat.org/title/hail-hail-the-gangs-all-here/oclc/60677181. Läst 4 oktober 2014.